# الیات جنوبی (مین)
الیات جنوبی(به انگلیسی: South Eliot) شهری در ایالت مین کشور ایالات متحده آمریکا است که جمعیت آن در سرشماری سال ۲۰۱۰ میلادی، ۳٬۵۵۰ نفر بوده‌است.